# Gaspard Frédéric le Sage de Fontenay
Pour les articles homonymes, voir Fontenay.
Gaspard-Frédéric Nicolas le Sage de Fontenay, né et mort à Copenhague (13 novembre 1693 - 9 mai 1769), est un amiral danois du XVIIIe siècle. Il participa à la Grande guerre du Nord.

## Biographie

### Famille
Il est issu d'une ancienne famille française noble ralliée au protestantisme et installée de longue date dans le Morvan, surtout à Autun et Couches. Son père et Antoine le Sage, huguenots, qui pressantant les ennuis liés à sa religion, fuit la France pour le Danemark peu avant la révocation de l'Édit de Nantes. En terre danoise, Antoine le Sage fait ajouter (de Fontenay) à son patronyme. Dans sa nouvelle patrie, Antoine le Sage de Fontenay épouse en 1690 une demoiselle Drelincourt aussi réfugiée huguenote. Ne voulant plus rentrer en France, il présente à la cour danoise ses quartiers de noblesse français afin d'être intégré à la noblesse locale. Gaspard-Frédéric n'a que sept ans lorsque son père est tué, alors qu'il est envoyé au service d'Auguste II de Pologne lors de la coalition contre Charles XII de Suède. Antoine le sage laisse une veuve et deux orphelins, Gaspard-Frédéric et Benjamin qui deviendra Chef d'escadre.

#### Mariage
Le 30 juillet 1723, Gaspard-Frédéric le Sage de Fontenay épouse Marie-Madeleine Formont de la Forêt (6 mai 1701-10 juin 1739).

#### Enfants
- Charles Frédéric le Sage de Fontenay (1723-1799), qui deviendra amiral.
- Antoine-Nicolas le Sage de Fontenay (1725-1787), qui deviendra contre-amiral.

### Carrière
- En 1714, il s'engage dans la marine royale danoise avec le grade de second-lieutenant (enseigne de vaisseau).
- Le 8 août 1715, dans le cadre de la Grande Guerre du Nord, il s'illustre à la bataille de Rügen.
- En 1719, il devient lieutenant.
- En 1722, il est capitaine-lieutenant (lieutenant de vaisseau).
- En 1732, il passe capitaine de frégate.
- En 1744, il est capitaine de vaisseau.
- En 1751, il est contre-amiral.
- En 1754, il est vice-amiral.
- En 1759, il est amiral.
- Été 1762, un affrontement se prépare entre danois et russes.On lui donne le commandement d'une flotte composée de 14 vaisseaux de ligne, 8 frégates et 2 navires légers qu'il positionne près de l'ile de Bornholm. Mais le tsar Pierre III est assassiné, et la nouvelle tsarine Catherine II rompt les hostilités en s'emparant du pouvoir; la flotte russe retourne dans ses eaux.
- 9 mai 1769, il meurt à Copenhague.

## Décoration
- Grand-croix de l'ordre du Dannebrog (1760).

## Sources
- (da) Cet article est partiellement ou en totalité issu de l’article de Wikipédia en danois intitulé « Gaspard Frédéric le Sage de Fontenay » (voir la liste des auteurs).
- Vicomte Charle de Fontenay: Notes sur trois amiraux danois originaires de Couches les Mines.Mémoires de la Société Éduenne tome XVI.Dejussieu, Autun 1888, pages 228 à 232.